# جانی باغداساریان
جانی باغداساریان (به ارمنی: Ջանի Բաղդասարյան) ‏(۱۹۱۳–۱۹۷۹) فیلم‌بردار و متخصص امور فنی ارمنی‌تبار اهل ایران بود.

## زندگی‌نامه
جانی باغداساریان در سال ۱۹۱۳ میلادی (۱۲۹۲ خورشیدی) در محله جلفای نو اصفهان زاده شد. تحصیلاتش را در کالج آمریکایی اصفهان گذراند. ابتدا در زمینهٔ واردات رنگ و مواد شیمیایی فعالیت می‌کرد و علاوه بر آن در عرصه نقاشی از طبیعت به شیوه‌های رنگ و روغن و آبرنگ تبحر داشت. همراه با سیمیک کنستانتین، واهان ترپانچیان اغلب در عکاسی فتو واهه گردهم می‌آمدند و از این مکان برای تبادل نظر استفاده می‌کردند. در این دوران آنان به شکل غیر حرفه‌ای در زمینهٔ فیلم‌برداری از مراسم رسمی و تهیه فیلم‌های خبری فعالیت داشتند. در سال ۱۹۴۸ (۱۳۲۷)، جانی باغداساریان، سیمیک کنستانتین و همکارانش فیلم مراسم تشیع پیکر نرسس ملیک-تانگیان اسقف‌اعظم ارمنی‌های تبریز را ساختند. در سال ۱۹۵۱ (۱۳۳۰) باغداساریان و دوستانش، ترپانچیان و کنستانتین با همراهی ابوالقاسم رضایی، استودیو فیلمسازی «البرز فیلم» را بنیان گذاشتند. باغداساریان به دلیل تخصصش در زمینهٔ مواد خاص شیمیایی اقدام به تهیهٔ نوعی کوتینگ مایع برای حاشیهٔ صوتی فیلم‌ها کرد و توانست با اختراع دستگاهی خاص، این کوتینگ را بر حاشیه فیلم‌ها قرار دهد. در نخستین محصول سینمایی استودیو «البرز فیلم» به نام دستکش سفید که به شیوهٔ ریورسال و در قطع شانزده میلیمتری فیلم‌برداری شد، برای نخستین بار صدا در کنار فیلم ضبط شد و به همین صداها و حرکت‌ها سینک (هماهنگ) بود، نکته‌ای که تا آن زمان سابقه نداشت. باغداساریان در سال ۱۹۷۹ میلادی (۱۳۵۸ خورشیدی) درگذشت.